# Girard (Kansas)
Girard es una ciudad ubicada en el de condado de Crawford en el estado estadounidense de Kansas. En el año 2010 tenía una población de 2789 habitantes y una densidad poblacional de 569,18 personas por km².

## Geografía
Girard se encuentra ubicada en las coordenadas 37°30′37″N 94°50′39″O / 37.51028, -94.84417 (37.510204, -94.844157).

## Demografía
Según la Oficina del Censo en 2000 los ingresos medios por hogar en la localidad eran de $32,847 y los ingresos medios por familia eran $37,014. Los hombres tenían unos ingresos medios de $26,431 frente a los $20,682 para las mujeres. La renta per cápita para la localidad era de $16,668. Alrededor del 13.4% de la población estaban por debajo del umbral de pobreza.